# Großdietmanns
Großdietmanns är  en kommun  i Österrike. Den ligger i distriktet Gmünd i förbundslandet Niederösterreich, 120 km nordväst om huvudstaden Wien. Huvudort är Dietmanns. I norr gränsar kommunen till Tjeckien.
Kommunen består av åtta orter (Ortschaften) (inom parentes invånarantal 1 januari 2024):

- Dietmanns (682)
- Ehrendorf (425)
- Eichberg (289)
- Höhenberg (123)
- Hörmanns bei Weitra (205)
- Reinpolz (47)
- Unterlembach (167)
- Wielands (243)